# Horvati – Srednjaci
Horvati – Srednjaci naziv je mjesnog odbora u zagrebačkoj Gradskoj četvrti Trešnjevka – jug.
Na teritoriju Mjesnog odbora djeluju Osnovna škola Josipa Račića, Osnovna škola Horvati, Športska gimnazija Zagreb, kao i Športsko-rekreacijski centar "Mladost". Na tom području je i Studentski dom "Stjepan Radić" i Kineziološki fakultet.

## Vanjske poveznice
- Članovi Vijeća Mjesnog odbora